# Izotopy nihonia
Nihonium (113Nh) je umělý prvek, v přírodě se nevyskytuje. Prvním objeveným izotopem bylo v roce 2003 284Nh získané jako produkt přeměny 288Mc. Prvním přímo vyrobeným izotopem bylo roku 2004 278Nh.
Je známo 12 izotopů nihonia, s nukleonovými čísly 276, 278 až 287 a 290; nejstabilnější (z těch, jejichž poločas přeměny je znám) je 287Nh s předpokládaným poločasem přeměny 20 minut, všechny ostatní mají poločas kratší než 21 sekund.

## Seznam izotopů
| symbol nuklidu | Z(p)              | N(n)              | hmotnost izotopu (u) | poločas přeměny | způsob(y) přeměny | produkt(y) přeměny | jaderný spin |
| symbol nuklidu | excitační energie | excitační energie | excitační energie    | poločas přeměny | způsob(y) přeměny | produkt(y) přeměny | jaderný spin |
| -------------- | ----------------- | ----------------- | -------------------- | --------------- | ----------------- | ------------------ | ------------ |
| 276Nh          | 113               | 163               |                      |                 | α                 | 272Rg              |              |
| 278Nh          | 113               | 165               | 278,170 58(20)       | ≈240 µs         | α                 | 274Rg              |              |
| 279Nh          | 113               | 166               | 279,170 95(75)       |                 |                   |                    |              |
| 280Nh          | 113               | 167               | 280,172 93(75)       |                 |                   |                    |              |
| 281Nh          | 113               | 168               | 281,173 48(75)       |                 |                   |                    |              |
| 282Nh          | 113               | 169               | 282,175 67(39)       | 120(80) ms      | α                 | 278Rg              |              |
| 283Nh          | 113               | 170               | 283,176 57(52)       | 343(247) ms     | α                 | 279Rg              |              |
| 284Nh          | 113               | 171               | 284,178 73(62)       | 685(375) ms     | α                 | 280Rg              |              |
| 285Nh          | 113               | 172               | 285,179 73(89)       | 7,1(34) s       | α                 | 281Rg              |              |
| 285Nh          | 113               | 172               | 285,179 73(89)       | 7,1(34) s       | SF                | různé              |              |
| 286Nh          | 113               | 173               | 286,182 21(72)       | 20 +94 -9 s     | α                 | 282Rg              |              |
| 286Nh          | 113               | 173               | 286,182 21(72)       | 20 +94 -9 s     | SF                | (různé)            |              |
| 287Nh          | 113               | 174               | 287,183 39(81)#      | 20 min          |                   |                    |              |
| 290Nh          | 113               | 177               |                      | 2 s?            | α                 | 286Rg              |              |